# 婆私吒
婆私吒  是 七仙人之一。他也是梨俱吠陀第七章的作者。 阿迪·商羯罗認為他是吠吠檀多学派的第一位圣贤。 
印度教神話中對其也有提及，比如提到他有一頭神牛卡玛德亨努，而且他与众友仙人關係不好。 在罗摩衍那中，他是太阳王朝的家族祭司，也是羅摩及其兄弟们的老师。 